# Шестаков, Яков Васильевич
Яков (Иаков) Васильевич Шестаков (28 апреля [10 мая] 1858, Камасино — 26 декабря 1918, Хохловка, Оханский уезд, Пермская губерния) — священник Русской православной церкви, краевед, писатель, издатель, священномученик
Архиерейским Собором Русской Православной Церкви 2000 года священник Иаков Шестаков прославлен в лике священномученика и включён в собор святых Новомучеников и Исповедников Российских.

## Биография
Родился 28 апреля 1858 года в селе Камасино Пермского уезда Пермской губернии в семье священника. Отец умер, когда сыну было семь лет.
Остался на попечении деда, Василия Спиридоновича Смирнова.
В 1873 году окончил Духовное училище, в 1879 году — Пермскую Духовную семинарию.
С 1879 года преподавал в Редикорском земском училище Чердынского уезда Пермской губернии, с 1881 года — в Юксеевском пермяцком (инородческом) училище того же уезда.
В 1887 году рукоположен во иерея к церкви села Новотуринского (Токовая) Верхотурского уезда Пермской губернии, преподавал в местной школе.
В 1888 году переведён в церковь села Хохловка, преподавал в Хохловском Духовном училище.
В 1889 году служил в церкви Успения Пресвятой Богородицы города Чердынь, преподавал в приходском училище.
В 1891 году переведен в церковь в селе Кудымкорском Соликамского уезда.
В 1894—1898 годы член Пермской комиссии Уральского общества любителей естествознания.
В 1898 году уволен от обязанностей благочинного.
С 1899 преподавал в Пермской Духовной семинарии, организовал комиссию по переводу книг на коми-пермяцкий язык.
В начале 1900-х годов организовал издательство «Кама» в Сарапуле и Москве. Издавал книги по истории и краеведению.
Публиковал статьи в журналах «Пермские епархиальные ведомости», «Исторический вестник», «Записки общества изучения Севера», «Труды Пермской губернской ученой архивной комиссии», «Уральская жизнь».
Под псевдонимом Яков Камасинский опубликовал этнографические очерки «Около Камы» (1905).
С 1909 года жил в Санкт-Петербурге, работал в цензурном комитете Святейшего Синода.
В декабре 1918 года в Соликамске был арестован красноармейцами. Расстрелян в 10 верстах от села Хохловка Оханского уезда. Похоронен на Хохловском кладбище.

## Публикации
- Кутимский завод: Путевые заметки // Пермские епархиальные ведомости. 1893. — № 11. — С. 223—228
- Адрес-календарь Пермской епархии на 1894 год и справ. книги для духовенства. — Пермь, 1894
- Объяснение молитв, десяти заповедей Закона Божия и заповедей блаженства. — Пермь, 1896
- Объяснение устройства христианского храма, принадлежностей его, литургии и семи таинств. — Пермь, 1896
- Памятная книжка для духовенства, изданная по случаю 500-летия блаженной кончины свт. Стефана, еп. Великопермского: С приложением Адрес-календаря Пермской епархии на 1896 г., с гравюрами. — Пермь, 1896
- Рассказы из Священной истории Ветхого и Нового Завета. — Пермь, 1896
- Современное положение духовенства иньвенских инородческих приходов Соликамского уезда Пермской губернии. — Пермь, 1898
- Инородческая женская община в Пермской губ. // Правосл. благовестник. 1899. — № 9. — С. 34-39
- Краткий исторический очерк столетия Пермской епархии (1799—1899). — Пермь, 1899
- Юбилейная памятная книга для духовенства, изд. по случаю 100-летия (1799 — 16 окт. 1899 г.) Пермской епархии: С прил. адресов духовенства Пермской и Екатеринбургской епархий. — Пермь, 1899
- Справочная книга всех окончивших курс Пермской духовной семинарии: В память исполнившегося в 1900 г. 100-летия Пермской духовной семинарии. — Пермь, 1900
- Пермская епархия на рубеже двух столетий. — [Б. м.], 1900
- Подлиповцы наших дней. — [Б. м.], 1901
- Торжество открытия святых мощей прп. Серафима Саровского чудотворца, 19 июля 1903 г.: Рассказ очевидца // Приложение к Вятским губернским ведомостям. 1903. — № 102. — С. 2-3
- Пермский патерик : В память двухсотлетия (1704 двенадцатого сентября 1904) перенесения мощей св. праведного Симеона из места их обретения — села Меркушинского в Верхотурский монастырь. — Москва : изд. И. Шестакова, 1904. — 48 с.
- В память 200-летия перенесения мощей св. Симеона из места их обретения с. Меркушинского в Верхотурский монастырь. — М., 1904
- История постройки каменного трехпридельного храма во имя «Грузинской Божией Матери» на Красногорском подворье, что на Большой Охте в Санкт-Петербурге. — СПб., 1905
- Около Камы: Этнографические очерки и рассказы. — М., 1905
- Преосвященный Иоанн, епископ Пермский и Соликамский. — СПб., 1905
- История Камско-Березовского Богородицкого миссионерского черемисского мужского общежительного монастыря Уфимской епархии. — СПб., 1906, 1910
- Эволюция печати в Перми. — Сарапул, 1906
- Описание мон-рей Пермской епархии. — Вятка, 1907
- От Санкт-Петербурга до Байкала: Путеводитель. — СПб., 1907
- Преосвященный Мелетий Леонтович, епископ Пермский и Екатеринбургский. — СПб., 1907
- Трудник Христов: Протоиерей г. Перми Е. А. Попов: Очерк жизни и трудов: (По поводу 20-летия со дня его кончины 1888—1908 г. 17 мая). — М., 1908
- Женская инородческая обитель, вновь открываемая в Чердынском уезде Пермской губернии // Монастырь. 1909. — № 11/12. — С. 720—724
- Проект устава Пермского епархиального церковно-археологического комитета. — М., 1909
- Краткая история возникновения Священного-Николаевского миссионерского мужского общежительного монастыря на Белой Горе Осинского уезда Пермской губернии. — Пермь, 1910
- Несколько слов по поводу открытия приюта для детей-эпилептиков в гор. Кунгуре Пермской губернии. — Н. Новг., 1910
- Верхнекамские инородцы: Опыт обозрения мероприятий земств Соликамского, Чердынского и Глазовского в целях культурного подъема камских инородцев. — Архангельск, 1912
- Древние мон-ри Прикамского края: Историческая справка. — СПб., 1912
- История Сарапульского Старцева-Горского Иоанно-Предтеченского общежительного мужского монастыря Вятской епархии. — СПб., 1912
- Об улучшении в бассейне В. Камы. — [Б. м.], 1912
- Трифоновский монастырский миссионерский женский хутор в Глазовском уезда Вятской губернии. — СПб., 1912
- История вновь строящегося Благодатного Свято-Троицкого монастырского общежития, Пермской губернии и уезде: Светлая страничка из совр. монастырской жизни. — М., 1913
- Начало Екатеринбургской епархии. — СПб., 1914
- Указатель статей по истории, археологии и этнографии, помещенных в «Пермских ЕВ» со времени их выхода по авг. 1905 г. — Сарапул, 1915
- Верхнекамский край. — Ярославль, 1916
- Исторический путеводитель по Соликамску. — Соликамск, 1917. Пермь, 2006.

## Семья
Супруга — Александра Матвеевна Вилесова, окончила гимназию.